# Sycophila submutica
Sycophila submutica är en stekelart som först beskrevs av Thomson 1876.  Sycophila submutica ingår i släktet Sycophila och familjen kragglanssteklar. Arten är reproducerande i Sverige. Inga underarter finns listade i Catalogue of Life.